# Mascagnia glabrata
Mascagnia glabrata är en tvåhjärtbladig växtart som beskrevs av W.R.Anderson och C.Davis. Mascagnia glabrata ingår i släktet Mascagnia och familjen Malpighiaceae. Inga underarter finns listade i Catalogue of Life.